# Certificat qualité de l’air

Vignetten

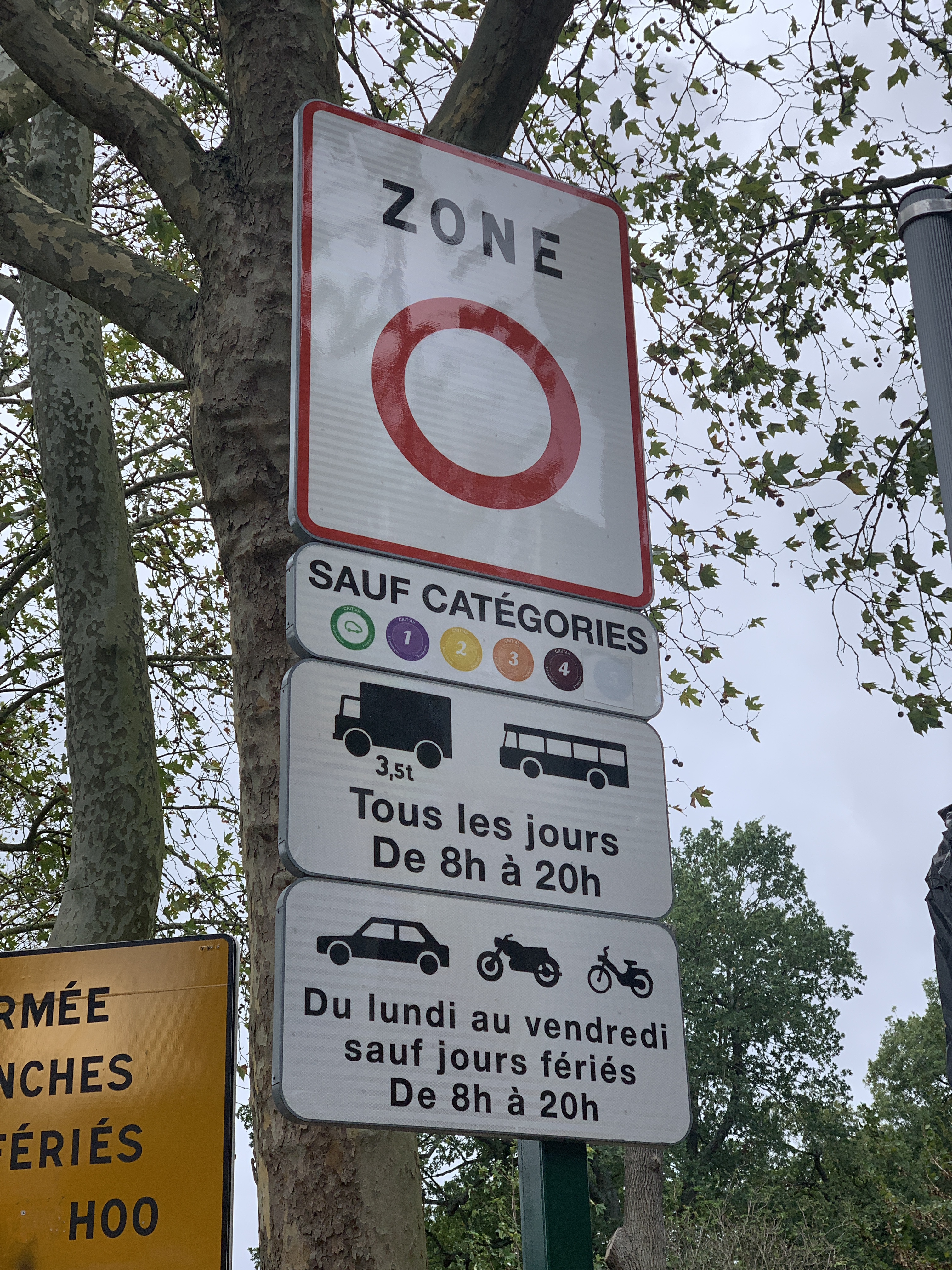
Beispiel eines Straßenschilds Zone circulation restreinte (Beginn der Umweltzone) in Paris, das ab dem Schild nur die Durchfahrt von Fahrzeugen mit den Vignettenkategorien 0 bis 4 erlaubt. Die Durchfahrt für die Kategorie 5 ist ab dem Schild untersagt.

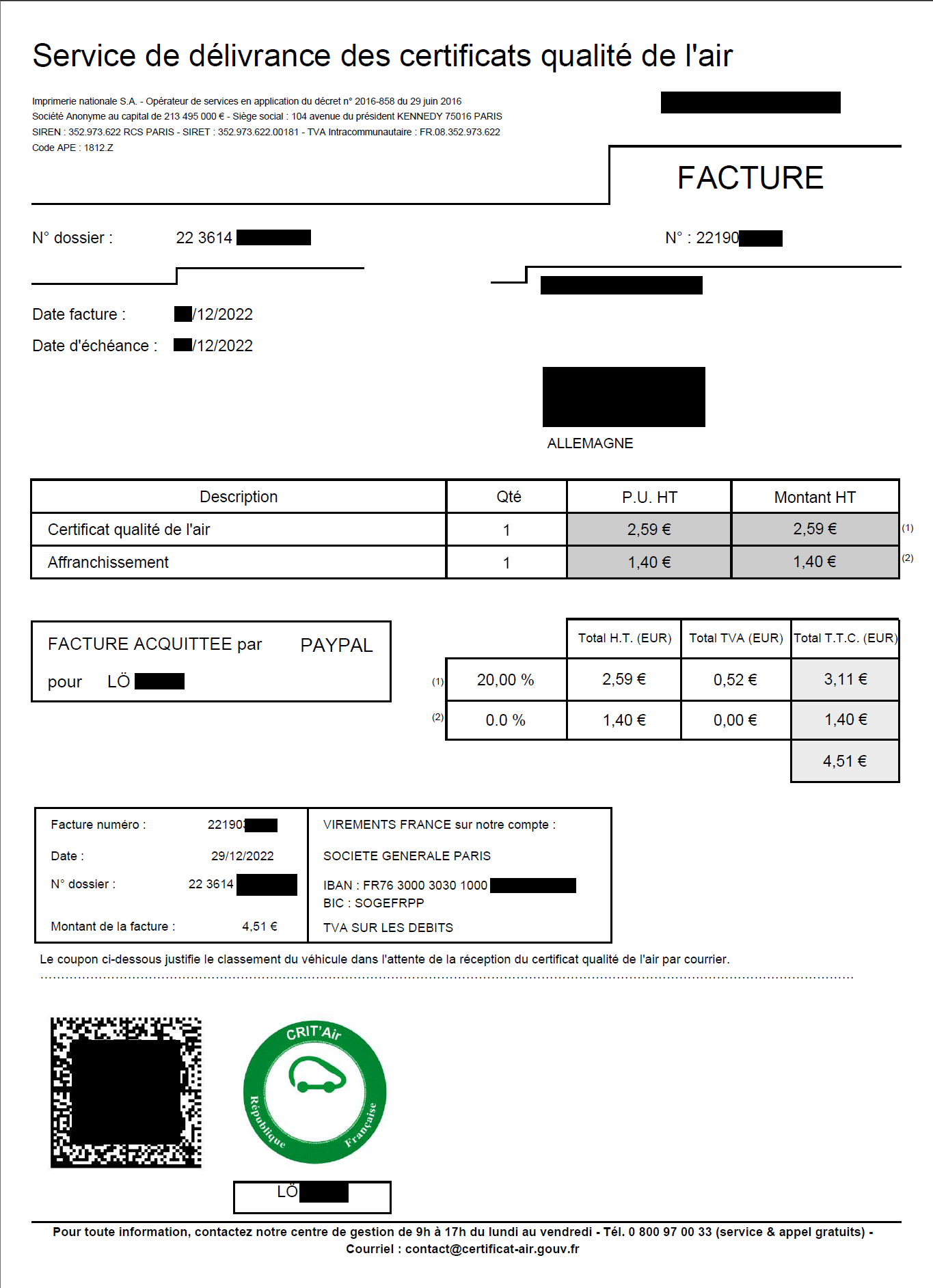
Rechnung der Crit'Air, welche hinter der Windschutzscheibe ausgelegt werden kann als Nachweis, wenn die Crit'Air Vignette vor Abreise noch nicht angekommen ist.

Das Certificat qualité de l’air, kurz Crit’Air, ist eine in Frankreich eingesetzte Umweltvignette. Umweltzonen (französisch Zones à Circulation Restreinte) dürfen nur noch mit Fahrzeugen befahren werden, welche die Crit’Air-Vignette tragen.
Das Crit’Air ist mit der deutschen Umweltplakette vergleichbar.

## Geschichte und Ziele
In Frankreich wurde am 1. Juli 2016 eine Vignette mit der Bezeichnung Crit’Air eingeführt. Einige französische Städte haben bereits Umweltzonen („Zones à Circulation Restreinte“) eingerichtet, weitere werden folgen. Vorreiter war die Stadt Paris, welche die Umweltzone bereits zum 1. Juli 2016 einführte. Am 1. November folgte Grenoble. am 12. Dezember 2016 die Region Lyon.
Die entsprechenden Zonen dürfen nur noch mit Fahrzeugen befahren werden, welche die Crit’Air-Vignette tragen. Ziel der Vignette ist eine mittel- und langfristige Reduzierung von Emissionen und Luftschadstoffen, die Förderung neuer und energieeffizienter Fahrzeuge sowie den Ausschluss verschmutzender Kraftfahrzeuge aus dem Verkehr. Insbesondere soll die Belastung mit Stickoxiden (NOx) und Feinstäuben verringert werden. Ab dem 1. April 2017 gilt die Vignettenpflicht auch für den EU-Wirtschaftsverkehr und Touristen. Über das französische Umweltministerium oder private Anbieter ist eine Online-Bestellung der Vignetten möglich. Bei Online-Bestellung einer Vignette für in Frankreich zugelassene Fahrzeuge über das Umweltministerium fallen Gebühren von 3,11 Euro zuzüglich Inlandsporto von 0,66 Euro an, für außerhalb Frankreichs zugelassene Fahrzeuge werden 3,11 Euro zuzüglich 1,80 Euro Auslandsporto fällig (Stand: Januar 2025). Private Anbieter erheben jedoch zum Teil wesentlich höhere Gebühren. Es wird daher empfohlen, die Vignette über die offizielle Crit'Air Seite des französischen Umweltministeriums zu bestellen. Die Erteilung der Crit'Air dauert bis zu 21 Tage.

## Schadstoffgruppen/Crit’Air-Farben
Insgesamt existieren sechs unterschiedliche Kategorien und Farben, in denen die Crit’Air-Vignette zugeteilt werden kann. Abweichend von den Regelungen in Deutschland hängt die Zuteilung neben der Emissionsmenge auch von der Energieeffizienz, dem Fahrzeugtyp und dem Jahr der Erstzulassung ab. Komplett emissionsfreie Fahrzeuge (Elektrofahrzeuge oder wasserstoffbetriebene Fahrzeuge) erhalten die Kategorie 0 (grüne Vignette). Es folgen weitere Abstufungen bis hin zur Kategorie 5 (graue Vignette), in der sich etwa Diesel-Pkw mit Euro 2 befinden. Keine Vignette erhalten Pkw mit Euro 1, ohne Euro-Norm oder einer Erstzulassung vor dem 1. Oktober 1997. Für Nutzfahrzeuge gelten allgemein strengere Vorgaben. Eine detaillierte Aufstellung, unterteilt in Fahrzeugkategorien, ist auf der offiziellen Website zu finden.
Die Crit'Air ist zeitlich unbegrenzt gültig und gut lesbar hinter der Windschutzscheibe anzubringen. Bei Motorrädern, Trikes und Quads sollte die Plakette an einem gut sichtbaren Fahrzeugteil angebracht werden, welches mit dem Fahrzeug fest verbunden ist. Sollte die Crit'Air bis zur Abreise noch nicht eingetroffen sein, genügt es, die Rechnung der Crit'Air "facture" gut sichtbar hinter der Windschutzscheibe auszulegen.
| Vignette                  | Kategorie | Farbe       | Fahrzeugklasse |
| ------------------------- | --------- | ----------- | --- |
| Kategorie 0 – grün        | 0         | grün        | alle 100 Prozent elektrische und Wasserstofffahrzeuge |
| Kategorie 1 – lila        | 1         | lila        | - alle Gasfahrzeuge und Plug-in-Hybride - leichte Nutzfahrzeuge Benzin Euro 5, 6 - Lkw Benzin Euro 6 - Lkw Biodiesel Euro 6 - Zweiradfahrzeuge Euro 4, 5                 |
| Kategorie 2 – gelb        | 2         | gelb        | - leichte Nutzfahrzeuge Benzin Euro 4, Lkw Benzin Euro 5 - leichte Nutzfahrzeuge Diesel Euro 5, 6, Lkw Diesel Euro 6 - Zweiradfahrzeuge Euro 3                           |
| Kategorie 3 – orange      | 3         | orange      | - leichte Nutzfahrzeuge Benzin Euro 2, 3, Lkw Benzin Euro 3, 4 - leichte Nutzfahrzeuge Diesel Euro 4, Lkw Diesel Euro 5 - Lkw Biodiesel Euro 5 - Zweiradfahrzeuge Euro 3 |
| Kategorie 4 – bordeauxrot | 4         | bordeauxrot | - leichte Nutzfahrzeuge Diesel Euro 3, Lkw Diesel Euro 4 - Lkw Biodiesel Euro 4 - Zweiradfahrzeuge ohne Standard von Juni 2000 bis Juni 2004                             |
| Kategorie 5 – grau        | 5         | grau        | - leichte Nutzfahrzeuge Diesel Euro 2, Lkw Diesel Euro 3 - Lkw Biodiesel Euro 3                                                                                          |

## Details
Die Bedingungen für die Umweltzonen sind in den einzelnen Städten sehr unterschiedlich. Es empfiehlt sich, die notwendigen Informationen vor der Reise einzuholen. Beispielsweise gelten (Stand 2025) folgende Bedingungen:
- Paris: Eine Vignette der Kategorie 0-2 ist notwendig Mo–Fr von 8 bis 20 Uhr innerhalb des Boulevard Périphérique inklusive des Bois de Boulogne und Bois de Vincennes. Kategorie 3 ist ab Januar 2025 nicht mehr zulässig,
- Straßburg: Ab Januar 2025 nur Kategorie 0-1, Rund um die Uhr, 7 Tage die Woche.[6]
- Bordeaux: Innerhalb der Ringautobahn Rocade de Bordeaux sind die Kategorien 0-3 zulässig. Die frühere Regelung, dass nur in Zeiten besonderer Luftverschmutzung die Umweltzone beachtet werden muss, ist Anfang 2025 entfallen. Bußgelder nach der neuen Regelung sollen aber erst ab 2027 erhoben werden, davor erfolgt bei Kontrollen eine gebührenfreie Verwarnung.[7]
- Nizza: Ab 18. April 2025 Kategorie 0-4 für PKW und leichte Nutzfahrzeuge, Kategorie 0-3 für Nutzfahrzeuge über 3,5 t und Reisebusse.[8]

## Praxisumsetzung der Umweltzonen
Die Umweltzonen haben nur innerhalb bestimmter Uhrzeiten Geltung. Konkret bedeutet dies, dass von Montag bis Freitag, jeweils von 8 bis 20 Uhr, nur Fahrzeuge mit einer gültigen Vignette in die eingerichteten Zonen einfahren dürfen, sofern nichts abweichendes kommuniziert wird. Fahrzeuge ohne Vignette dürfen außerhalb dieses Zeitrahmens ebenfalls die Umweltzone befahren. Ausnahmen gelten lediglich für alte Busse und Lastwagen. Außerdem benötigen Menschen mit einem Behindertenparkausweis keine Crit’Air, da dieser Ausweis europaweit einheitlich und damit anerkannt ist (Dekret n°2016-847 vom 28. Juni 2016). Erkennbar sind die Zonen anhand von Verkehrsschildern mit der Aufschrift Zone circulation restreinte. Das Verlassen der Zone ist mit dem Schild Fin de zone circulation restreinte gekennzeichnet.
Umweltzonen bestehen mit Stand Juni 2023 in folgenden Städten bzw. Agglomerationen:
- Métropole d’Aix-Marseille-Provence
- Grenoble-Alpes-Métropole
- Métropole de Lyon
- Montpellier Méditerranée Métropole
- Métropole Nice Côte d’Azur
- Métropole du Grand Paris
- Paris
- Communauté urbaine du Grand Reims
- Métropole Rouen Normandie
- Saint-Étienne Métropole
- Eurométropole de Strasbourg
- Toulouse Métropole

Es gibt auch temporär eingerichtete Umweltzonen ZPA ("zone de protection de l’air") und ZPAd ("zone de protection de l’air departementale"). Diese werden vorab über digitale Straßenschilder oder einen Tag vorher über die französischen Medien, kommuniziert. Die bekannten Beschränkungen (Fahrverbot für Fahrzeuge ohne entsprechender Vignette, Vignettenpflicht) in der ZPA und ZPAd gelten jedoch nur, wenn bei Überschreiten der Schadstoffgrenzwerte der Umweltalarm ausgerufen wurde.
Ab dem 1. Januar 2025 sollen in den großen Ballungsräumen neue feste Umweltzonen eingeführt werden:
- Amiens
- Angers
- Annecy
- Annemasse
- Avignon
- Bayonne
- Béthune
- Bordeaux
- Brest
- Caen
- Chambéry
- Dijon
- Douai-Lens
- Dunkerque
- Le Havre
- Le Mans
- Lille
- Limoges
- Metz
- Mulhouse
- Nancy
- Nantes
- Nîmes
- Orléans
- Pau
- Perpignan
- Rennes
- Toulon
- Tours
- Valenciennes

## Ahndung von Verstößen
Im Falle fehlender oder einer falschen Crit’Air-Vignette werden seit dem 15. Januar 2017 Geldbußen fällig. Die Höhe richtet sich nach dem Fahrzeugtyp. So werden bei Verstößen mit Lkw und Bussen (>3,5 t) 135 Euro fällig, bei Verstößen mit Pkw und allen anderen Fahrzeugen (<3,5 t) 68 Euro. Wird die Geldbuße nicht innerhalb von 45 Tagen bezahlt, erhöht sie sich für Pkw auf 180 Euro und für Lkw sowie Busse auf 375 Euro. Es wird nicht zwischen in Frankreich zugelassenen und ausländischen Fahrzeugen unterschieden. Die Kontrolle der Crit'Air erfolgt durch die französische Polizei und Ordnungskräften.
Städte und Metropolen können in ihren Umweltzonen Einführungsphasen einrichten. In den zeitlich begrenzten Einführungsphasen werden noch keine Bußgelder verhängt.

## Anerkennung außerhalb Frankreichs
Die Crit'Air der Kategorien 0-3 (grün, lila, gelb oder orange) wurde zwischen 1. Juli 2022 und 1. Januar 2025 in den ehemaligen deutschen Umweltzonen Freiburg im Breisgau, Stadt und Landkreis Karlsruhe und der Gemeinde Pfinztal anerkannt. Mit der Fortschreibung des Luftreinhalteplans für den Regierungsbezirk Karlsruhe 2022 wurden die Umweltzonen in Heidelberg, Karlsruhe und Pfinztal zum 1. März 2023 aufgehoben sowie in Karlsruhe das LKW-Durchfahrtsverbot in der Reinhold-Frank-Straße zum 1. Juli 2023.
Darüber hinaus wird die Crit'Air in den Umweltzonen in Spanien und in der Umweltzone Genf anerkannt.